# Rvaši
Rvaši är ett samhälle i Montenegro. Det ligger i den södra delen av landet. Rvaši ligger 116 meter över havet och antalet invånare är 194.
Terrängen runt Rvaši är kuperad. Närmaste större samhälle är Podgorica, 16,2 km nordost om Rvaši. Omgivningarna runt Rvaši är en mosaik av jordbruksmark och naturlig växtlighet.